# Lulworthiales
Lulworthiales é uma ordem de fungos da classe Sordariomycetes. Desenvolvem-se sobre madeira e tecidos vegetais em ambiente aquático. 